# Лубурич, Дражен
Дражен Лубурич (серб. Дражен Лубурић; 2 ноября 1993, Нови-Сад) — сербский волейболист, диагональный клуба «Фенербахче» и сборной Сербии. Призёр чемпионата Европы и Мировой лиги.

## Карьера
По ходу карьеры Дражен выступал за сербскую «Войводину», итальянскую «Пьяченцу» и японский клуб «Тандерс». В 2017 году играл за «Зенит» СПб, став с петербургской командой серебряным призёром чемпионата России-2018. Затем защищал цвета «Халкбанка». А в апреле 2019 года вернулся в Россию — в «Белогорье». В  мае 2020 года перешёл в «Локомотив» (Новосибирск).